# Esclavas de la Inmaculada Niña
La Congregación Esclavas de la Inmaculada Niña es una congregación religiosa católica femenina de derecho pontificio, fundada por el sacerdote español Federico Salvador Ramón y la religiosa mexicana Rosario de Jesús Arrevillaga Escalada, en Ciudad de México, en 1901. A las religiosas de este instituto se les conoce como Esclavas de la Inmaculada Niña y posponen a sus nombres las siglas E.I.N.

## Historia
Con la autorización del arzobispo de México, Próspero María Alarcón Sánchez, en 1901, el sacerdote español Federico Salvador Ramón y la joven mexicana Rosario Arrevillaga Escalada dan inicio a una pía asociación de laicos, compuesta por hombres y mujeres, llamada Esclavas y Esclavos de la Inmaculada Niña, con el fin de dedicarse a la educación de las jóvenes abandonadas. La asociación fundó sus primeras casas en México y España, viviendo una primera etapa de expansión. Sin embargo, a causa de las calumnias contra el fundador, el instituto fue suprimido por la Santa Sede en 1910. A pesar de la supresión, la parte integrante femenina de la asociación siguió subsistiendo según el modelo de los institutos seculares, logrando la aprobación pontificia, a pesar del decreto de supresión, el 22 de junio de 1920, con el nombre de Pía Asociación Esclavas de la Inmaculada Concepción de María Niña.
El 7 de julio de 1930 la asociación se renovó, para continuar la obra original del fundador, que pretendía la consagración de sus miembros, de ese modo, fueron aprobadas como congregación de derecho pontificio, por el papa Juan XXIII, el 19 de mayo de 1963.

## Organización
La Congregación Esclavas de la Inmaculada Niña es un instituto religioso centralizado, cuyo gobierno es ejercido por la superiora general. Elegida en el Capítulo general de Granada en España (17 al 31 de julio de 2016), la actual superiora general es la religiosa mexicana María Pilar Ordaz Méndez. El consejo general colabora con la superiora general en el Gobierno de la Congregación. La sede central se encuentra en Madrid.
Las esclavas de la Inmaculada Niña se dedican a la educación y formación cristiana de la niñez y juventud. Para llevar a cabo su misión trabajan en sus propios institutos educativos y colaboran con la catequesis en los lugares donde hacen presencia. En 2015, el instituto contaba con unas 302 religiosas y 45 comunidades, presentes en Argentina, Brasil, Costa Rica, España, Estados Unidos, Italia, Marruecos, México y Nicaragua.